# Ivo Canelas
Ivo Canelas (Lisboa, 23 de dezembro de 1973), é um actor português.

## Carreira
Frequentou o The Lee Strasberg Theatre and Film Institute em Nova Iorque, como bolseiro da Fundação Calouste Gulbenkian.
Da sua actividade em teatro destaca o trabalho com encenadores como Diogo Dória, José Wallenstein, Solveig Nordlund, Fernanda Lapa, Luís Assis, Carlos Avilez, Sandra Faleiro ou Almeno Gonçalves. Foi dirigido por Jorge Silva Melo, entre outras, na peça A Queda do Egoísta Johan Fatzer de Bertolt Brecht (1999).
No cinema participou em quase vinte películas, entre elas A Rainha Margot (1994) de Patrice Chéreau, Menos 9 (1997) de Rita Nunes, Entrada em Palco (1997) e É só um Minuto (1999) de Pedro Caldas, António, Um Rapaz de Lisboa (1999) de Jorge Silva Melo, A Dupla Viagem (2000) de Teresa Garcia, O Princípio da Incerteza (2002) de Manoel de Oliveira, Alice de Marco Martins (2005) e Call Girl (2007) de António-Pedro Vasconcelos,O Segredo de Miguel Zuzarte (2010) de Henrique Oliveira tendo ainda trabalhado com outros realizadores, como Jorge Paixão da Costa, Oswaldo Caldeira, Francisco Manso e Leonel Vieira. Com o personagem jornalista Rui, participou ainda da película Estrada 47, filme de 2015 escrito e dirigido por Vicente Ferraz, baseado em fatos reais, sobre a participação do Brasil na Segunda Guerra Mundial.
Assinou alguns trabalhos em televisão, nomeadamente em telefilmes (2000 - Monsanto de Ruy Guerra, 1999 - Fuga de Luís Filipe Costa) e séries (1997 - Riscos, Olá Pai 2003). Popularizou-se em O Fura Vidas (1999), que protagonizava com Miguel Guilherme.

## Filmografia

### Cinema
| Ano  | Filme                           | Realizador                                   | Personagem                  | Notas                       |
| ---- | ------------------------------- | -------------------------------------------- | --------------------------- | --------------------------- |
| 2022 | Um Caroço de Abacate            | Ary Zara                                     | Cláudio                     | Curta-Metragem Protagonista |
| 2018 | Soldado Millhões                | Gonçalo Galvão Teles e Jorge Paixão da Costa | Capitão Ribeiro de Carvalho |                             |
| 2016 | Refrigerantes e Canções de Amor | Luís Galvão Teles                            | Lucas Mateus                |                             |
| 2016 | Histórias de Alice              | Oswaldo Caldeira                             | Miguel                      |                             |
| 2015 | Zeus                            | Paulo Filipe Monteiro                        |                             |                             |
| 2014 | Oro Y Polvo                     | Felix Limardo                                | El Pavo Real                |                             |
| 2014 | Papel de Natal                  | José Miguel Ribeiro                          | Sana                        |                             |
| 2014 | Gelo                            | Gonçalo Galvão Teles                         | Filipe                      |                             |
| 2012 | Florbela                        | Vicente Alves do Ó                           | Apeles Espanca              |                             |
| 2012 | A Estrada 47                    | Vicente Ferraz                               | Rui                         |                             |
| 2010 | Shoot Me                        | André Badalo                                 | Ruben                       |                             |
| 2010 | Assim Assim                     | Sérgio Graciano                              |                             |                             |
| 2010 | Broken Clouds                   | Yuri Alves                                   |                             |                             |
| 2010 | A Bela e o Paparazzo            | António-Pedro Vasconcelos                    | Médico                      |                             |
| 2010 | 15 Pontos na Alma               | Vicente Alves do Ó                           | Mário                       |                             |
| 2010 | 10-Gnosis                       | Leandro Ferrão                               |                             |                             |
| 2009 | Desavergonhadamente Real        | Artur Serra Araújo                           |                             |                             |
| 2008 | Budapeste                       | Walter Carvalho                              |                             |                             |
| 2008 | A Arte de Roubar                | Leonel Vieira                                | Xico da Silva               |                             |
| 2008 | Do Outro Lado do Mundo          | Leandro Ferreira                             | Ricky                       |                             |
| 2007 | Call Girl                       | António-Pedro Vasconcelos                    | Madeira                     |                             |
| 2007 | Love Birds                      | Bruno de Almeida                             |                             |                             |
| 2006 | 20, 13 Purgatório               | Joaquim Leitão                               |                             |                             |
| 2006 | O Mistério da Estrada de Sintra | Jorge Paixão da Costa                        | Eça de Queirós              |                             |
| 2006 | Um Tiro no Escuro               | Leonel Vieira                                |                             |                             |
| 2005 | Alice                           | Marco Martins                                |                             |                             |
| 2002 | O Princípio da Incerteza        | Manoel de Oliveira                           | António Clara               |                             |
| 2002 | A Dupla Viagem                  | Teresa Garcia                                | Pedro                       |                             |
| 2001 | Olhó Passarinho                 | José Sacramento                              | João                        |                             |
| 2000 | António Um Rapaz de Lisboa      | Jorge Silva Melo                             | Jaime                       |                             |
| 1999 | Monsanto                        | Ruy Guerra                                   | Bruno                       |                             |
| 1998 | Zona J                          | Leonel Vieira                                | Cosmo                       |                             |
| 1998 | É Só um Minuto                  | Pedro Caldas                                 |                             |                             |
| 1998 | Entrada em Palco                | Pedro Caldas                                 |                             |                             |
| 1997 | O Que Foi?                      | Ivo Ferreira                                 |                             |                             |
| 1997 | Menos Nove                      | Rita Nunes                                   | O Que Espera Na Estação     |                             |

### Televisão
| Ano  | Título                      | Realizador                                          | Personagem                  | Canal   |
| ---- | --------------------------- | --------------------------------------------------- | --------------------------- | ------- |
| 2025 | Cold Haven                  | Arnór Pálmi e Tiago Marques                         |                             |         |
| 2025 | Projecto Global             | Ivo Ferreira                                        |                             | RTP1    |
| 2024 | O Americano                 | Ivo Ferreira                                        | Doutor                      | RTP1    |
| 2023 | Emília                      | Filipa Amaro                                        | Coreógrafo                  | RTP1    |
| 2022 | Causa Própria               | João Nuno Pinto                                     | Procurador Vítor            | RTP1    |
| 2022 | Santiago                    | Pedro Varela                                        | Pedro Vasconcellos          | SIC     |
| 2021 | Glória                      | Tiago Guedes                                        | Ministro da Defesa          | Netflix |
| 2020 | O Mundo Não Acaba Assim     | Artur Ribeiro                                       | Alberto                     | RTP1    |
| 2019 | Sul                         | Ivo Ferreira                                        | Pastor Santoro              | RTP1    |
| 2018 | Soldado Milhões             | Gonçalo Galvão Teles e Jorge Paixão da Costa        | Capitão Ribeiro de Carvalho | RTP1    |
| 2017 | Into the Badlands           |                                                     | Baron Rojas                 | AMC     |
| 2017 | Emerald City                | Tarsem Singh                                        | Javier                      | NBC     |
| 2017 | Filha da Lei                | Yuri Alves e Sérgio Graciano                        | Jaime                       | RTP1    |
| 2014 | Mulheres de Abril           | Joaquim Oliveira                                    | Jorge                       | RTP1    |
| 2013 | Os Filhos do Rock           | Pedro Varela                                        | Xavier Bastos               | RTP1    |
| 2012 | Perdidamente Florbela       | Vicente Alves do Ó                                  | Apeles Espanca              | RTP1    |
| 2010 | Living in Your Car          | David Steinberg                                     | Bruno                       | HBO     |
| 2010 | O Segredo de Miguel Zuzarte | Henrique Oliveira                                   |                             |         |
| 2010 | Tempo Final                 | Pedro Varela                                        | Óscar                       | RTP1    |
| 2009 | Conexão                     | Leonel Vieira                                       | Miguel Ângelo               | RTP1    |
| 2008 | Liberdade 21                | Sérgio Graciano e Patrícia Sequeira                 | Afonso Ferraz               | RTP1    |
| 2005 | Jura                        |                                                     | Sebastião                   | SIC     |
| 2002 | Olá Pai!                    | António Moura Matos                                 | Vasco Sarmento              | TVI     |
| 1999 | O Fura Vidas                | Jorge Queiroga                                      | Joca                        | SIC     |
| 1999 | A Hora da Liberdade         | Joana Pontes                                        | Santos Silva                | SIC     |
| 1998 | Diário de Maria             |                                                     | Luís                        | RTP1    |
| 1998 | Portugalmente               |                                                     |                             | RTP1    |
| 1998 | Débora                      | Jorge Cardoso                                       | Manuel                      | RTP1    |
| 1997 | Médico de Família           | Miguel Queiroga                                     | Hugo                        | SIC     |
| 1997 | Riscos                      | Miguel Amaro da Costa, Santa Maria, António Correia |                             | RTP1    |

### Teatro
| Ano     | Título                             | Peça              | Encenador                         | Papel | Teatro                |
| ------- | ---------------------------------- | ----------------- | --------------------------------- | ----- | --------------------- |
| 2018/23 | Todas as Coisas Maravilhosas       | Ducan MacMillan   | Ivo Canelas                       |       |                       |
| 2018    | Credores                           | Strindberg        | Paulo Pinto                       |       |                       |
| 2016    | Quartet                            | Heiner Müller     | Jorge Silva Melo                  |       |                       |
| 2014    | Pedro Páramo                       | Juan Rulfo        | Miguel Seabra                     |       |                       |
| 2011    | Amadeus                            | Peter Shaffer     | Tim Carroll                       |       |                       |
| 2010    | 60 Durações de 1 Minuto            |                   | Clara Andermatt e Marco Martins   |       |                       |
| 2005    | A Tempestade                       | W. Shakespeare    | Tim Carroll                       |       |                       |
| 2004    | Capricho                           |                   | Lúcia Sigalho                     |       |                       |
| 2003    | Modigliani                         |                   | Robert Castle                     |       |                       |
| 2002    | Fairy Tale                         |                   | Megan Wallace                     |       |                       |
| 2001    | O Navio dos Negros                 |                   | Jorge Silva Melo                  |       |                       |
| 2000    | Boca Cheia de Pássaros             |                   | Fernanda Lapa e Francisco Camacho |       |                       |
| 2000    | A Noite é Mãe do Dia               | Lars Norén        | Solveig Nordlund                  |       |                       |
| 2000    | A Queda do Egoísta Johann Fatzer   | Bertolt Brecht    | Jorge Silva Melo                  |       |                       |
| 1999    | Pêssegos                           | Nick Grosso       | José Wallenstein                  |       |                       |
| 1998    | O Fim ou Tende Misericórdia de Nós |                   | Jorge Silva Melo                  |       |                       |
| 1997    | Prometeu I, II, III                |                   | Jorge Silva Melo                  |       |                       |
| 1996    | Aqui Está Ela                      | Nathalie Sarraute | Diogo Dória                       |       |                       |
| 1995    | O Grande Cerimonial                | Fernando Arrabal  | Paulo de Castro                   |       |                       |
| 1994    | Bosque de Leite                    |                   | Sandra Faleiro                    |       |                       |
| 1993/94 | Passage del Terror                 |                   |                                   |       | Lisbon Amusement Park |
| 1991    | Amo-te                             | Abel Neves        | Almeno Gonçalves                  |       |                       |

## Prémios e Nomeações
| Ano  | Prémio                                         | Categoria                        | Resultado |
| ---- | ---------------------------------------------- | -------------------------------- | --------- |
| 2016 | Prémios Sophia - Academia Portuguesa de Cinema | Melhor Actor Secundário          | Indicado  |
| 2015 | Globo de Ouro                                  | Melhor Actor de Teatro           | Indicado  |
| 2014 | Prémio Lúmen                                   | Melhor Actor Dramático de Ficção | Venceu    |
| 2013 | Prémios Sophia - Academia Portuguesa de Cinema | Melhor Actor                     | Indicado  |
| 2013 | Revista Lux                                    | Personalidade do Cinema          | Venceu    |
| 2013 | SPA - Sociedade Portuguesa de Autores          | Melhor Série (Prémio Colectivo)  | Venceu    |
| 2013 | CinEuphoria                                    | Melhor Actor                     | Venceu    |
| 2012 | Globo de Ouro                                  | Melhor Actor de Teatro           | Venceu    |
| 2010 | Festival Caminhos do Cinema Português          | Melhor Actor                     | Venceu    |
| 2009 | Festival Ibero Brasil                          | Melhor Actor                     | Venceu    |
| 2009 | 49º Festival de TV de Montecarlo               | Melhor Actor                     | Indicado  |
| 2009 | Prémio GDA                                     | Melhor Actor de Cinema           | Venceu    |
| 2009 | Globo de Ouro                                  | Melhor Actor de Cinema           | Indicado  |
| 2008 | Globo de Ouro                                  | Melhor Actor de Cinema           | Venceu    |
| 2008 | 36º Festival de Cinema de Gramado              | Melhor Actor Filme Estrangeiro   | Indicado  |
| 1999 | Ribeiro da Fonte                               | Revelação                        | Venceu    |
| 1999 | Festival de Curtas Metragens de Badajoz        | Menção Especial                  | Venceu    |